# Fayella
Genre
Espèce
Fayella est un genre éteint douteux (nomen dubium) d'amphibiens de l'ordre des Temnospondyli. Ses fossiles ont été retrouvés en Oklahoma aux États-Unis. Il aurait vécu au Permien, du Roadien au Capitanien.
L'holotype du genre est basé sur un crâne très altéré, il était précédemment considéré comme un membre de la famille des Dissorophidae,.

## Validité du genre
En 2018, une réévaluation de cet holotype conclut que : 
- le crâne holotype est insuffisamment diagnostique pour être déterminé plus précisément qu’appartenant à un temnospondyle indéterminé ;
- le genre Fayella est ainsi considéré comme un nomen dubium.

D'autres restes crâniens et post-crâniens découverts sur un autre site et également attribués au genre Fayella ont été révisés et constituent, selon ces mêmes auteurs, l'holotype d'un nouveau genre et espèce : Nooxobeia gracilis, un amphibien terrestre à longs membres graciles indiquant un prédateur gracile particulièrement actif. Ce nouveau genre est un temnospondyle, de la famille des Dissorophidae et du clade des Olsoniformes.